# Championnats du monde d'Ironman 2018
Navigation
Édition précédente Édition suivante
Les championnats du monde d'Ironman 2018 se déroule le 13 octobre 2018 à Kailua-Kona dans l'État d'Hawaï. Ils sont organisés par la World Triathlon Corporation. C'est la 42e édition de l'épreuve historique du triathlon longue distance qui fête son 40e anniversaire.

## Résumé de course
Le championnat du monde 2018 qui rassemble plus de deux mille participants amateur ayant obtenu un dossard (slot) à l'occasion d'une épreuve du circuit international, réuni également pour ce quarantième anniversaire, 100 triathlètes professionnels dont 58 hommes et 42 femmes. Quatre professionnels français ont obtenu une qualification au travers du dernier classement par point (KPR) organisé par la World Triathlon Corporation. Cette édition marque l'histoire de la compétition, de nombreux records sont battus lors de l'épreuve avec l'appui de conditions météorologique idéales qui avec très peu de vent et une température de 30 °C ont permis de réaliser les temps les plus rapides de l'histoire de la compétition. Record général de temps hommes et femmes pour Patrick Lange et Daniela Ryf, sur les épreuves de natation hommes et femmes pour Yann Sibbermen et Lucy Charles et de vélo pour Cameron Wurf et de nouveau Daniela Ryf, seuls les records sur le marathon sont restés invaincus.

### Patrick Lange en moins de huit heures
À 32 ans, le triathlète allemand Patrick Lange, tenant du titre, conserve sa couronne en remportant l'épreuve de Kona et s'offre au passage une inscription dans l'histoire de la compétition en étant le premier à passer sous la barre des huit heures de course (sub-8).
L'Allemand réalise cette performance en limitant les écarts sur la partie natation et en sortant de l'eau avec son compatriote Sebastian Kienle, accusant tous deux un retard de trois minutes sur le premier groupe de neuf triathlètes. Le groupe de tête est disloqué par la prestation exceptionnelle de l'Australien Cameron Wurf qui imprime un tempo très élevé et qui finit l'épreuve avec plus de deux minutes d'avance sur tous les concurrents établissant au passage un nouveau record sur la partie vélo. Malgré cette avance, il est rejoint par Patrick Lange au 15e kilomètre du marathon. L'Allemand détenteur du record sur l'épreuve de course à pied sans battre son dernier chrono n'est plus rejoint. Il doit toutefois résister jusqu’à la ligne d'arrivée au retour du Belge Bart Aernouts auteur d'un retour rapide sur la tête de course. Cédant dans les derniers kilomètres, le Belge ne peut empêcher la seconde victoire de l’Allemand qui bat le record dont il est détenteur de plus de huit minutes. Bart Aernouts prend la seconde place et inscrit aussi son nom dans la catégorie des « sub-8 ». 
À l'issue de la course, le double champion a demandé au pied du portique d'arrivée devant le public d'Hawaï et genoux à terre, sa compagne Julia Hofmann en mariage, qui a accepté cette demande.

### Daniela Ryf4econsécration
La Suissesse Daniela Ryf marque l'histoire de la compétition en remportant un quatrième titre de championne du monde d'Ironman consécutif. Elle établit un nouveau record en 8 h 26 min 16 s améliorant son précédent record de plus de 20 minutes. Cette victoire lui permet de rejoindre la Britannique Chrissie Wellington au palmarès du nombre de victoires derrière sa compatriote Natascha Badmann avec six victoires et l'Américaine Paula Newby-Fraser avec huit victoires. Elle établit également un nouveau record de temps sur la partie cyclisme pour les féminines en 4 h 26 min 7 s.
Grande favorite au départ de la course, Daniela Ryf sort toutefois de l'eau avec plus de huit minutes de retard sur la Britannique Lucy Charles qui réalise un temps remarquable en 48 min 13 s et bas au passage le record de l'épreuve de natation. Malgré ce départ mitigé, ou elle évoque à l'issue de la course un passage délicat après une piqure de méduse, elle comble son retard au cours de la partie cycliste qu'elle maitrise totalement améliorant au passage le record féminin de la partie vélo. Elle reprend toutes ses devancières et arrive à la seconde transition avec 1 min 40 s sur sa principale rivale. Daniela Ryf dont les qualités pédestres restent de haut niveau sur ce type de course n'est plus inquiétée et franchit la ligne d'arrivée pour une 4e consécration consécutive en 8 h 26 min 16 s, améliorant son propre record de plus de 20 minutes. Lucy Charles conserve la seconde place sans difficulté pour la seconde année consécutive et la championne et olympienne allemande Anne Haug qui poursuit sa carrière sur le circuit longue distance prend une remarquable 3e place.
Elle confie à la presse après sa victoire, son sentiment d'avoir vécu « une des courses les plus folles de sa carrière » ayant songé à abandonner à l'issue de la partie natation, mais persistant malgré tout pour retrouver toutes ses ambitions sur la partie vélo.

## Résultats du championnat du monde
« Top 10 » de l'édition 2018.

### Hommes

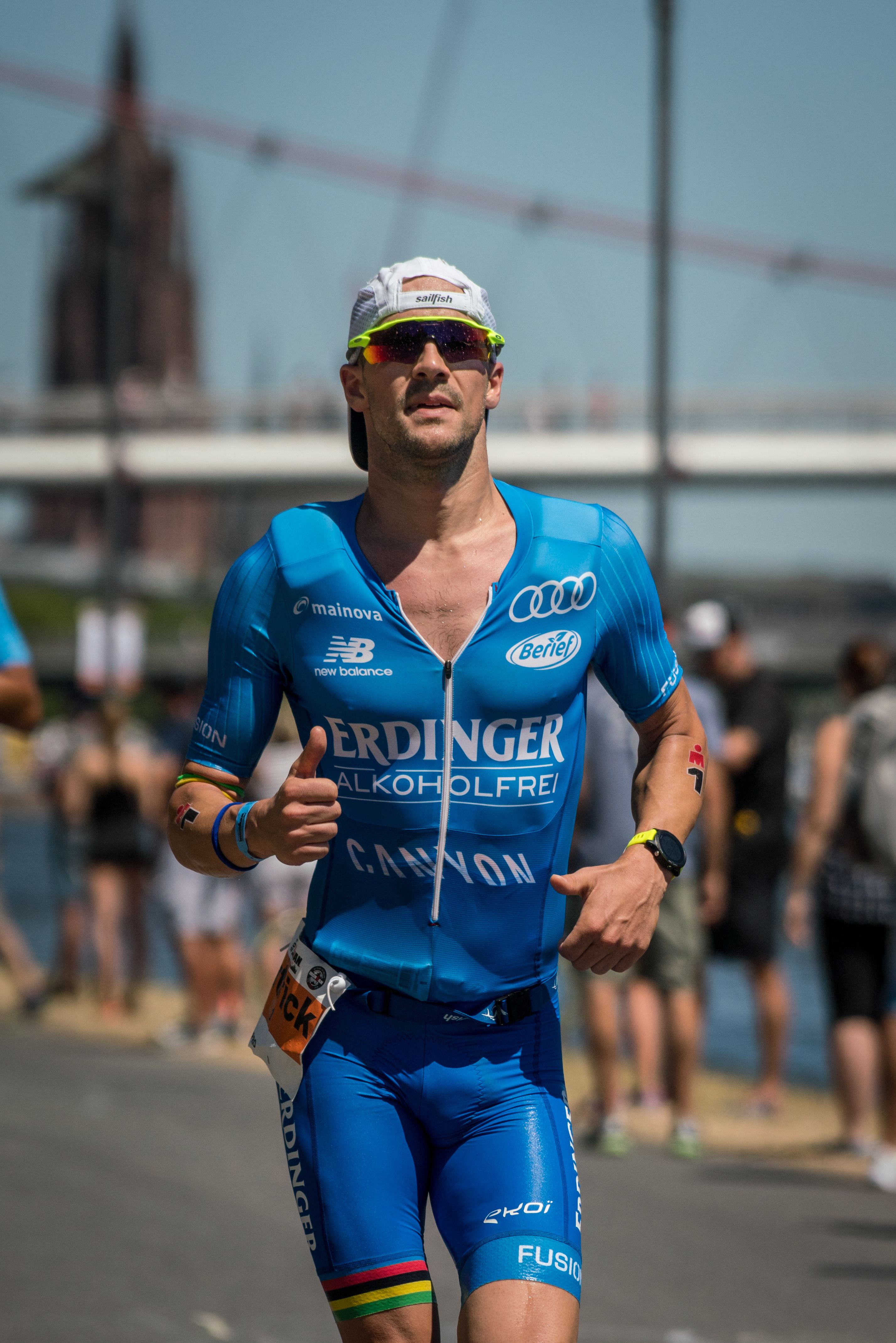
Patrick Lange 2018

| Pos.               | Temps           | Nom               | Pays | Détail temps | Détail temps | Détail temps    | Détail temps | Détail temps    |
| Pos.               | Temps           | Nom               | Pays | Natation     | T1           | Cyclisme        | T2           | Course à pied   |
| ------------------ | --------------- | ----------------- | ---- | ------------ | ------------ | --------------- | ------------ | --------------- |
| Médaille d'or      | 7 h 52 min 30 s | Patrick Lange     |      | 52 min 42 s  |              | 4 h 16 min 5 s  |              | 2 h 41 min 32 s |
| Médaille d'argent  | 7 h 56 min 41 s | Bart Aernouts     |      | 54 min 7 s   |              | 4 h 12 min 26 s |              | 2 h 45 min 42 s |
| Médaille de bronze | 8 h 1 min 9 s   | David McNamee     |      | 49 min 31 s  |              | 4 h 21 min 19 s |              | 2 h 46 min 3 s  |
| 4                  | 8 h 3 min 17 s  | Timothy O'Donnell |      | 47 min 45 s  |              | 4 h 18 min 46 s |              | 2 h 52 min 34 s |
| 5                  | 8 h 4 min 41 s  | Braden Currie     |      | 49 min 28 s  |              | 4 h 17 min 18 s |              | 2 h 53 min 39 s |
| 6                  | 8 h 4 min 45 s  | Matt Russell      |      | 54 min 2 s   |              | 4 h 12 min 58 s |              | 2 h 52 min 56 s |
| 7                  | 8 h 5 min 54 s  | Joe Skipper       |      | 50 min 53 s  |              | 4 h 15 min 41 s |              | 2 h 54 min 15 s |
| 8                  | 8 h 9 min 34 s  | Andy Potts        |      | 49 min 33 s  |              | 4 h 18 min 51 s |              | 2 h 56 min 27 s |
| 9                  | 8 h 10 min 32 s | Cameron Wurf      |      | 50 min 51 s  |              | 4 h 9 min 6 s   |              | 3 h 6 min 18 s  |
| 10                 | 8 h 11 min 4 s  | Michael Weiss     |      | 54 min 14 s  |              | 4 h 11 min 27 s |              | 3 h 0 min 2 s   |
| Source             |                 |                   |      |              |              |                 |              |                 |

### Femmes

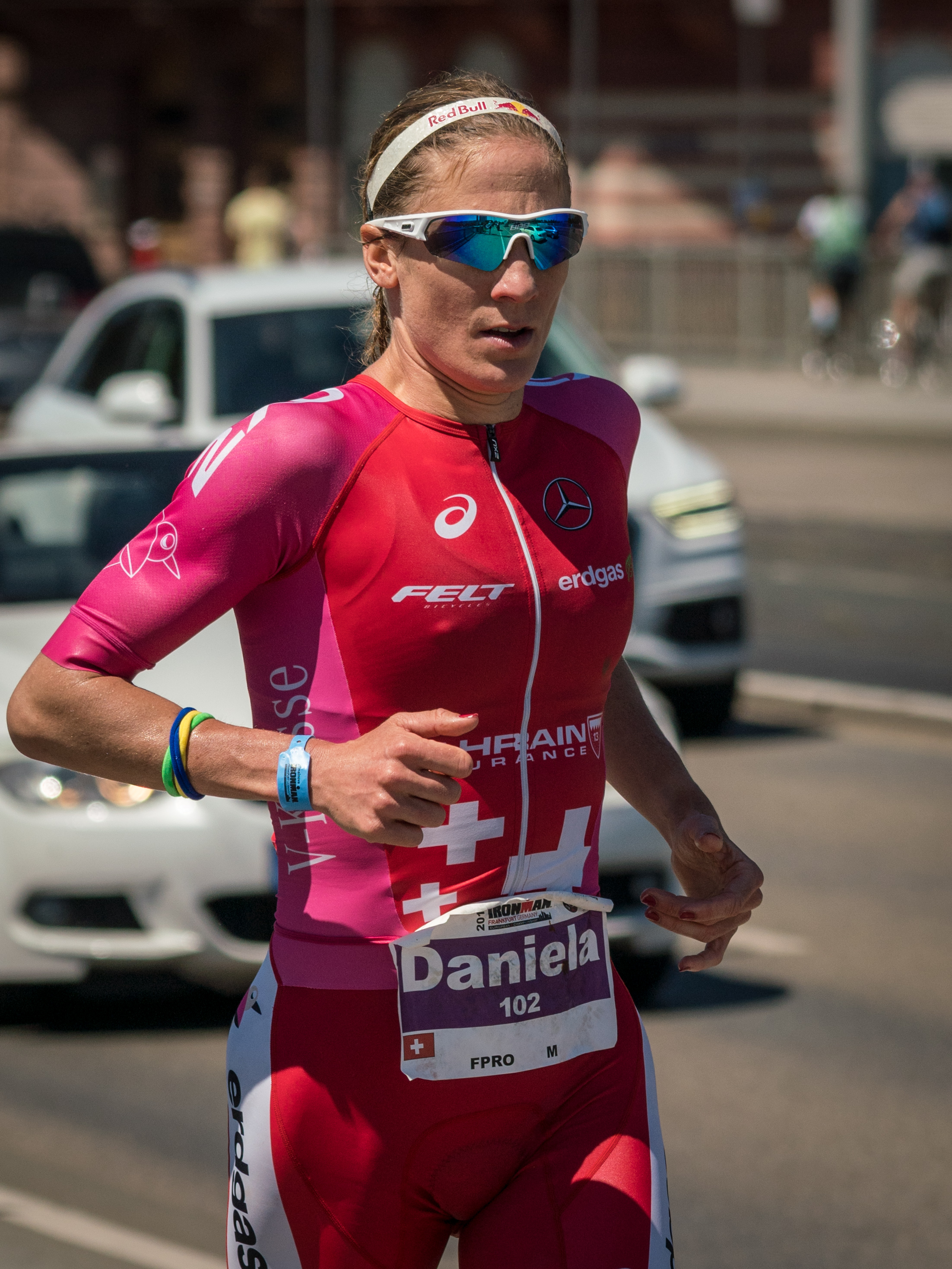
Daniela Ryf 2018

| Pos.               | Temps           | Nom             | Pays | Détail temps | Détail temps | Détail temps    | Détail temps | Détail temps    |
| Pos.               | Temps           | Nom             | Pays | Natation     | T1           | Cyclisme        | T2           | Course à pied   |
| ------------------ | --------------- | --------------- | ---- | ------------ | ------------ | --------------- | ------------ | --------------- |
| Médaille d'or      | 8 h 26 min 18 s | Daniela Ryf     |      | 57 min 27 s  |              | 4 h 26 min 7 s  |              | 2 h 57 min 5 s  |
| Médaille d'argent  | 8 h 36 min 34 s | Lucy Charles    |      | 48 min 14 s  |              | 4 h 38 min 10 s |              | 3 h 5 min 50 s  |
| Médaille de bronze | 8 h 41 min 58 s | Anne Haug       |      | 54 min 21 s  |              | 4 h 47 min 45 s |              | 2 h 55 min 20 s |
| 4                  | 8 h 43 min 43 s | Sarah True      |      | 52 min 6 s   |              | 4 h 49 min 19 s |              | 2 h 57 min 38 s |
| 5                  | 8 h 50 min 45 s | Mirinda Carfrae |      | 58 min 18 s  |              | 4 h 46 min 5 s  |              | 3 h 1 min 41 s  |
| 6                  | 8 h 52 min 30 s | Sarah Crowley   |      | 54 min 19 s  |              | 4 h 43 min 9 s  |              | 3 h 10 min 29 s |
| 7                  | 8 h 54 min 28 s | Kaisa Sali      |      | 58 min 23 s  |              | 4 h 44 min 31 s |              | 3 h 6 min 4 s   |
| 8                  | 8 h 57 min 36 s | Angela Naeth    |      | 58 min 28 s  |              | 4 h 42 min 25 s |              | 3 h 11 min 11 s |
| 9                  | 8 h 57 min 55 s | Corinne Abraham |      | 58 min 44 s  |              | 4 h 38 min 16 s |              | 3 h 16 min 26 s |
| 10                 | 8 h 58 min 58 s | Linsey Corbin   |      | 58 min 24 s  |              | 4 h 48 min 29 s |              | 3 h 7 min 15 s  |
| Source             |                 |                 |      |              |              |                 |              |                 |